# کیت چان
کیت چان (زاده ۱۵ سپتامبر ۱۹۷۲) خواننده و بازیگر سنگاپوری است. چان متولد ۱۵ سپتامبر ۱۹۷۲ در سنگاپور، سومین دختر از یک خانواده چهار خواهر است.
در ۸ دسامبر ۲۰۱۲، چان با دوست پسر دیرینه خود، که مدیر مالی بود و تنها با نام هان شناخته می‌شد، ازدواج کرد، او اولین بار در سال ۲۰۰۰ با او آشنا شد این زوج در سال ۲۰۱۷ از هم جدا شده بودند.

## آهنگ‌شناسی
| سال  | عنوان                                          |
| ---- | ---------------------------------------------- |
| ۱۹۹۳ | "آرمونی رو نابود نکن" (EP)                     |
| ۱۹۹۴ | درد قلب قلب                                    |
| ۱۹۹۵ | گوشه ای خیلی تنگ شده                           |
| ۱۹۹۶ | غم و اندوه                                     |
| ۱۹۹۶ | اجازه نده ازت متنفر بشم                        |
| ۱۹۹۷ | وحی 揭晓 (کانتونیزی)                           |
| ۱۹۹۸ | "خانه" (سنگل)                                  |
| ۱۹۹۸ | خواب‌ها و خاطرات دارم تو عاشق (کانتونیزی)       |
| ۱۹۹۸ | خیلی عمیق در این عمل                           |
| ۱۹۹۹ | # # # # چشمگیر #                               |
| ۲۰۰۰ | اون روز، اون شب اون روز، آن شب                 |
| ۲۰۰۰ | بهترین 最好 (کنتونیزی)                         |
| ۲۰۰۰ | لولا ⁇ 拉                                      |
| ۲۰۰۱ | خفه شدن 麻醉 (کانتونی)                         |
| ۲۰۰۲ | مثل کیت 喜歡. آره喜歡 (تجمعات)                 |
| ۲۰۰۲ | منظرهٔ رؤیایی 异想世界                          |
| ۲۰۰۳ | درک کنید                                       |
| ۲۰۰۴ | شرق به سمت ساترن 东 ⁇ 土星                     |
| ۲۰۰۸ | کیت چان انتخاب 私房歌 (2CD)                    |
| ۲۰۰۹ | کیت چان انتخاب 私房歌 (24K Gold Edition)       |
| ۲۰۰۹ | صبر کن و صبر کن و منتظر باش                    |
| ۲۰۱۱ | بازتفسیر 重译                                  |
| ۲۰۱۱ | بازتفسیر (فرسنه ۲) 重译 (第二版) 重奏 (CD+DVD) |
| ۲۰۱۶ | منتظر و منتظر (EP)                             |
| ۲۰۱۶ | حاشیه بهشت                                     |
| ۲۰۱۸ | زمان هر چیزی                                   |
| ۲۰۲۲ | "平行线" (EP)                                  |

## فیلم‌شناسی

### فیلم
| سال  | عنوان                          | نقش        | یادداشت | مرجع  |
| ---- | ------------------------------ | ---------- | ------- | ----- |
| ۱۹۹۹ | خوردن هوا                      | دختر مرموز |         |       |
| ۲۰۱۰ | گفتار عاشق                     | خانم لای   |         |       |
| ۲۰۱۴ | خانم جی به انتخاب خود می‌اندیشد | خانم جی    |         | [ ۵ ] |

### سریال
| سال  | عنوان              | نقش            | یادداشت |
| ---- | ------------------ | -------------- | ------- |
| ۲۰۰۰ | دست‌های شفابخش II   | دوروتی یوئن    |         |
| ۲۰۰۴ | پول نقد پادشاه است | هوانگ جین هائو |         |

### سری وب
| سال  | عنوان                | نقش              | یادداشت                    |
| ---- | -------------------- | ---------------- | -------------------------- |
| ۲۰۱۷ | مبارزه با شیرینی پزی | یو تین را ببینید | Mediacorp Toggle سری‌های وب |